# 馬見塚健一
馬見塚 健一（まみつか けんいち、1967年〈昭和42年〉7月31日 - ）は、日本の実業家、「スポGOMI」考案者、一般社団法人Social Sports Initiative 代表理事、株式会社brain プロデューサー。鹿児島県鹿児島市出身。

## 概要
「ゴミ拾いはスポーツだ！」とゴミ拾いにスポーツの要素を掛け合わせた「スポGOMI」考案者。2008年に日本で新しいスポーツを誕生させる。体力の有無に関係なく楽しめることから全国に広がり、「車いすスポGOMI」「スポGOMI甲子園」なども進化系スポGOMIも誕生させる。2016年以降は海外にも広がり、2023年11月には東京でワールドカップ開催させた。毎週のように全国各地で「スポGOMI」が行われる。日夜、普及活動を手掛ける。一般社団法人ソーシャルスポーツイニシアチブ代表理事、株式会社brain プロデューサーを務める。

## 経歴
1967年（昭和42年）鹿児島県鹿児島市生まれ。大学卒業まで地元の鹿児島県で過ごした。
大手広告代理店に入社、営業職からプランナーへ転身。2007年頃に気分転換のため横浜のみなとみらい地区で朝のランニングを始めた。その際に、ごみ拾いがスポーツになるというアイデアを思いつた。「スポGOMI」の原型となる。
2006年（平成18年）環境とスポーツをデザインするブランディング集団「まわるプロジェクト」を設立。「ap bank」の連携先として「ゴミは幸せの抜け殻 mawarufukuro」という利益還元型のゴミ袋を発表。
2008年（平成22年）日本初ゴミ集めをスポーツ化した「スポGOMI」を実施。ルールは複数人でチームを作り、指定されたエリアで制限時間内に拾ったごみの量や種類に応じて与えられるポイントで競う。
2010年（平成22年）12月1日、一般社団法人日本スポーツGOMI拾い連盟（現在の一般社団法人ソーシャルスポーツイニシアチブ）を設立。ゴミ拾いという社会貢献活動にスポーツの要素を取り入れた「スポGOMI大会」を主導。
2021年（令和3年）4月、「スポGOMI大会」がアニメ化。照井春佳、井上麻里奈、大空直美を声優に招いて世界で一番美しい！青春”ごみ拾い”ストーリー『スポGOMI ワールドカップエキシビジョンマッチ編』が世界配信。日本財団の笹川陽平会長が声優デビューしたことで話題となった。
2022年（令和4年）3月、「スポGOMI大会」アニメ第二弾『スポGOMI まちの絆づくり 編』が世界配信。柄本時生、照井春佳、菅沼久義、厚地彩花、松風雅也を招いてワールドカップ開催をかけたプレマッチを競う青春ストーリーに仕上がった。
2023年（令和5年）11月22日、初の「スポGOMI」ワールドカップを開催。日本を含め21か国が出場。
現在は「スポーツで、国や地域の社会課題を解決する。」をテーマに、一般社団法人ソーシャルスポーツイニシアチブに社名を変え、環境保全以外の社会課題の解決にスポーツを掛け算する事業を展開している。

## 人物
- 大学卒業まで地元・鹿児島で過ごした。当時の馬見塚は「将来の進路をどうするか悩みに悩んでいた」とインタビューで話す。そこで頼ったのが「天文館の母」と呼ばれる地元では有名な占い師。「道は自然と開ける。まずは自然と降りてきた仕事を5年間つづけなさい。」とアドバイスを受け、内定をくれた広告代理店に就職を決めた。配属先は熊本営業所。ここで営業職として鍛えられ、5年が経ったころ、占いに合わせたかのように取引先からヘッドハンティングを受ける。転職し、そこでも5年間働いた馬見塚は「そろそろ自分のやりたいことをやろう」と独立を果たした[3]。
- 「バリアフリージャパン」という新会社を設立して東京に進出、マーケティング事業を手がける。さらに「環境」と「スポーツ」を軸に事業を起こせないかと新会社「深浸呼吸有限責任事業組合」をつくった[3]。

## スポGOMI
ゴミ拾いをスポーツと捉え、競い合い汗を流す大会。世界およそ21か国で予選が開催。健康な体づくりと子どもから大人までゴミを捨てないリサイクル習慣を意識させることで、きれいで暮らしやすい街づくりに貢献し、スポーツと環境の融合を実現。スポーツの新たな魅力を提案することで日本スポーツ界の発展に付与することを目的とする。海洋ごみの約8割は陸から発生していることから、ごみ拾いには海に流れ出すごみを減らす効果がある。
- 2008年からスタートして総開催数は1,300回超え、参加人数13万人以上（2023年現在）[8]
- 2019年から高校生を対象にした「スポGOMI甲子園」を開催、世界にも活動が広がり、ロシア、ミャンマー、韓国、パナマ、ベトナム、インドネシアなど海外にも展開[8]。
- 馬見塚が「スポGOMI」を始めた当初は、ごみ拾い団体から「遊び半分のごみ拾いなんて」と揶揄された。そこで、第三者に評価をしてもらおうと国立環境研究所を訪ねて「スポGOMI」に参加した人の意識調査を依頼。2年間にわたって参加者のごみに対する意識変化のデーターを明らかにして、広く意義が認められ、評価されるようになった[8]。
- 日本財団から馬見塚に「野球と同じように、ごみ拾いの甲子園をつくったら面白いかもしれない」とアイデアを貰い、25道府県でスタート。当初は「学校の先生に言われてきました」という感じだったが、多くのメディアに取りあがられ話題となり、「なぜ自分たちの地域では開催しないのか？」「練習したいのでルールを教えてください」など問い合わせが多く寄せられた[8]。
- 2016年にシベリアのトムスク州知事が来日した際、馬見塚は当時の都知事と環境問題について話し合う機会があった。偶然、通訳の方が「スポGOMI」の存在を知っていてくれたことがキッカケで第1回の海外開催地がロシア開催となった。「スポGOMI」というシンプルな名称も広まるきっかけの一因となった[8]。

### 受賞歴
- 2009年 - 日本イベント大賞 社会貢献部門部門賞受賞[10]
- 2010年 -  地域・スポーツ振興賞 佳作受賞[10]
- 2011年・2012年 - TOKYO ERATH WORKERS環境コンテスト 優秀賞受賞[10]
- 2013年 - スポーツ振興賞 経済産業省商務情報政策局長賞受賞[10]
- 2016年 - 内閣府クールジャパンマッチングフォーラム特別賞受賞[11]
- 2019年 - 環境省グッドライフアワード環境大臣賞受賞[12]
- 2021年 - 文部科学大臣表彰 科学技術賞受賞[13]

## 作品

### アニメ
- 『スポGOMI ワールドカップエキシビジョンマッチ編』（2021年4月1日配信） - 企画[5]
- 『スポGOMI まちの絆づくり 編』（2022年3月7日配信） - 企画[6]

## 出演

### テレビ
- 『アーシストcafe 緑のコトノハ』（BS朝日）[14]
- 『バトンタッチ SDGsはじめてます』（BS朝日）[15]

### ラジオ
- 『ラジオ深夜便』（NHKラジオ第1放送）[16]